# زغبورة رونزورية
زغبورة رونزورية (الاسم العلمي:Stigmella ruwenzoriensis) هي نوع من الحشرات تتبع جنس الزغبورة من فصيلة السليلات.